# كوجاروك

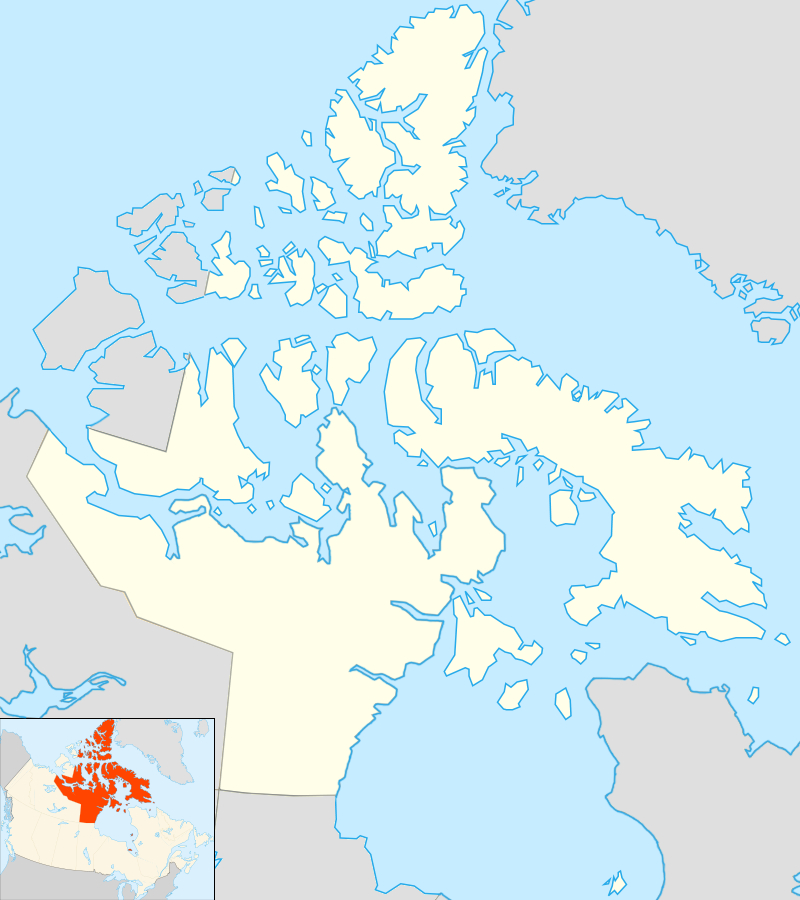
كوجاروك على الخريطة

كوجاروك (بالإنجليزية: Kugaaruk)‏ المعروفة سابقا باسم خليج بيلي حتى 3 ديسمبر 1999, تقع على خليج الشاطئ بيلي، قبالة كيتيكميوت خليج بوتيا، شبه جزيرة سيمبسون، في إقليم نونافوت في كندا. الذهاب اليها عن طريق الجو بالمطار كوجاروك أو بواسطة النقل البحري.

## المناخ
يظهر الجدول التالي التغييرات المناخية على مدار السنة لكوجاروك:
| البيانات المناخية لـكوجاروك                                   | البيانات المناخية لـكوجاروك | البيانات المناخية لـكوجاروك | البيانات المناخية لـكوجاروك | البيانات المناخية لـكوجاروك | البيانات المناخية لـكوجاروك | البيانات المناخية لـكوجاروك | البيانات المناخية لـكوجاروك | البيانات المناخية لـكوجاروك | البيانات المناخية لـكوجاروك | البيانات المناخية لـكوجاروك | البيانات المناخية لـكوجاروك | البيانات المناخية لـكوجاروك | البيانات المناخية لـكوجاروك |
| الشهر                                                         | يناير                       | فبراير                      | مارس                        | أبريل                       | مايو                        | يونيو                       | يوليو                       | أغسطس                       | سبتمبر                      | أكتوبر                      | نوفمبر                      | ديسمبر                      | المعدل السنوي               |
| ------------------------------------------------------------- | --------------------------- | --------------------------- | --------------------------- | --------------------------- | --------------------------- | --------------------------- | --------------------------- | --------------------------- | --------------------------- | --------------------------- | --------------------------- | --------------------------- | --------------------------- |
| الدرجة القصوى قرينة الرطوبة                                   | −6.7                        | −9.9                        | −3.5                        | 1.3                         | 5.4                         | 25.3                        | 31.2                        | 25.7                        | 18.4                        | 6.0                         | −0.7                        | −1.5                        | 31.2                        |
| الدرجة القصوى °م (°ف)                                         | −7.0 (19.4)                 | −10.0 (14.0)                | −3.5 (25.7)                 | 1.8 (35.2)                  | 7.5 (45.5)                  | 26.0 (78.8)                 | 27.5 (81.5)                 | 29.0 (84.2)                 | 18.5 (65.3)                 | 8.0 (46.4)                  | 0.0 (32.0)                  | −2.5 (27.5)                 | 29.0 (84.2)                 |
| متوسط درجة الحرارة الكبرى °م (°ف)                             | −29.9 (−21.8)               | −29.6 (−21.3)               | −24.0 (−11.2)               | −14.3 (6.3)                 | −4.0 (24.8)                 | 6.1 (43.0)                  | 13.9 (57.0)                 | 10.1 (50.2)                 | 2.7 (36.9)                  | −6.0 (21.2)                 | −17.4 (0.7)                 | −24.6 (−12.3)               | −9.7 (14.5)                 |
| المتوسط اليومي °م (°ف)                                        | −33.5 (−28.3)               | −33.5 (−28.3)               | −28.5 (−19.3)               | −19.4 (−2.9)                | −7.9 (17.8)                 | 2.9 (37.2)                  | 9.3 (48.7)                  | 6.5 (43.7)                  | 0.4 (32.7)                  | −9.1 (15.6)                 | −21.1 (−6.0)                | −28.3 (−18.9)               | −13.5 (7.7)                 |
| متوسط درجة الحرارة الصغرى °م (°ف)                             | −37.1 (−34.8)               | −37.3 (−35.1)               | −33.0 (−27.4)               | −24.5 (−12.1)               | −11.7 (10.9)                | −0.4 (31.3)                 | 4.6 (40.3)                  | 2.9 (37.2)                  | −2.0 (28.4)                 | −12.1 (10.2)                | −24.9 (−12.8)               | −32.0 (−25.6)               | −17.3 (0.9)                 |
| أدنى درجة حرارة °م (°ف)                                       | −51.5 (−60.7)               | −49.5 (−57.1)               | −51.0 (−59.8)               | −44.5 (−48.1)               | −32.0 (−25.6)               | −15.2 (4.6)                 | −1.5 (29.3)                 | −5.0 (23.0)                 | −14.0 (6.8)                 | −31.0 (−23.8)               | −40.5 (−40.9)               | −48.5 (−55.3)               | −51.5 (−60.7)               |
| أدنى درجة حرارة تبريد الرياح                                  | −65                         | −68                         | −62                         | −51                         | −35                         | −23                         | 0                           | −9                          | −20                         | −44                         | −52                         | −60                         | −68                         |
| الهطول مم (إنش)                                               | 9.0 (0.35)                  | 8.1 (0.32)                  | 14.1 (0.56)                 | 20.0 (0.79)                 | 18.6 (0.73)                 | 22.1 (0.87)                 | 36.5 (1.44)                 | 44.8 (1.76)                 | 28.7 (1.13)                 | 28.4 (1.12)                 | 17.7 (0.70)                 | 13.5 (0.53)                 | 261.3 (10.29)               |
| معدل هطول الأمطار مم (إنش)                                    | 0.0 (0.0)                   | 0.0 (0.0)                   | 0.0 (0.0)                   | 0.0 (0.0)                   | 1.1 (0.04)                  | 18.1 (0.71)                 | 36.5 (1.44)                 | 43.1 (1.70)                 | 15.2 (0.60)                 | 2.6 (0.10)                  | 0.0 (0.0)                   | 0.0 (0.0)                   | 116.6 (4.59)                |
| متوسط تساقط الثلوج سم (إنش)                                   | 9.0 (3.5)                   | 8.1 (3.2)                   | 14.1 (5.6)                  | 20.1 (7.9)                  | 17.7 (7.0)                  | 4.1 (1.6)                   | 0.0 (0.0)                   | 1.6 (0.6)                   | 13.6 (5.4)                  | 26.0 (10.2)                 | 18.4 (7.2)                  | 13.5 (5.3)                  | 146.2 (57.6)                |
| متوسط أيام هطول الأمطار (≥ 0.2 mm)                            | 6.6                         | 5.0                         | 6.9                         | 6.7                         | 8.1                         | 7.2                         | 9.6                         | 13.1                        | 12.5                        | 12.8                        | 9.2                         | 7.2                         | 104.8                       |
| متوسط الأيام الممطرة (≥ 0.2 mm)                               | 0.0                         | 0.0                         | 0.0                         | 0.0                         | 0.6                         | 5.9                         | 9.6                         | 12.8                        | 6.5                         | 0.6                         | 0.0                         | 0.0                         | 36.0                        |
| متوسط الأيام المثلجة (≥ 0.2 cm)                               | 6.6                         | 5.0                         | 6.9                         | 6.7                         | 7.8                         | 1.8                         | 0.1                         | 0.7                         | 7.0                         | 12.6                        | 9.4                         | 7.3                         | 71.8                        |
| متوسط الرطوبة النسبية (%)                                     | 72.7                        | 78.1                        | 73.2                        | 80.8                        | 82.9                        | 77.3                        | 66.4                        | 72.0                        | 81.2                        | 85.0                        | 79.0                        | 78.4                        | 77.2                        |
| المصدر: Environment Canada Canadian Climate Normals 1981–2010 |                             |                             |                             |                             |                             |                             |                             |                             |                             |                             |                             |                             |                             |